# Dealu Goiești
Dealu Goiești falu Romániában, Erdélyben, Fehér megyében. Közigazgatásilag Alsóvidra községhez tartozik.

## Fekvése
Az Erdélyi-középhegységben, Alsóvidra és Goiești közelében fekvő település.

## Története
Dealu Goieşti Alsóvidrához tartozó  mócok lakta apró, hegyi település, mely korábban Goieşti része volt.  1956-ban vált külön településsé 58 lakossal. 1966-ban 61, 1977-ben 155, 1992-ben 89, a 2002-es népszámláláskor 73 román lakosa volt.